# کلاوس بوگدال
کلاوس بوگدال (انگلیسی: Klaus Bugdahl؛ زادهٔ ۲۴ نوامبر ۱۹۳۴) ورزشکار دوچرخه‌سواری پیست اهل آلمان است.
وی در مسابقات کشوری و بین‌المللی در مجموع برندهٔ ۳ مدال طلا، ۲ مدال نقره، ۳ مدال برنز شده‌است.